# Double or Nothing (2020)
Double or Nothing (2020) foi um evento em pay-per-view (PPV)  produzido pela All Elite Wrestling (AEW). O evento ocorreu em 23 de maio de 2020 em Jacksonville, Flórida. Enquanto a maior parte do evento foi ao vivo do Daily's Place, a luta principal foi pré-gravada de 22 a 23 de maio no TIAA Bank Field. Foi o segundo evento na cronologia Double or Nothing e o primeiro a apresentar o AEW TNT Championship.
O evento foi originalmente agendado para acontecer na MGM Grand Garden Arena, em Paradise, Nevada. O local, no entanto, cancelou todos os eventos até 31 de maio devido à pandemia de COVID-19. A AEW mudou o evento para o complexo Jacksonville Jaguars em Jacksonville, Flórida, com a maioria das lutas ocorrendo no Daily's Place - um anfiteatro adjacente ao TIAA Bank Field - enquanto a luta principal ocorreu no próprio estádio, sendo o primeiro evento da AEW a ser realizado em um estádio.
Nove lutas  foram disputadas no evento, incluindo uma no pré-show. No evento principal, Matt Hardy e The Elite (Adam Page, Kenny Omega, Matt Jackson e Nick Jackson) derrotaram The Inner Circle (Chris Jericho, Jake Hager, Sammy Guevara, Santana e Ortiz) em uma luta Stadium Stampede. Em outras lutas importantes, Jon Moxley derrotou Brodie Lee para manter o AEW World Championship, Hikaru Shida derrotou Nyla Rose para vencer o AEW Women's World Championship, Cody derrotou Lance Archer para se tornar o campeão inaugural do AEW TNT Championship e Brian Cage venceu a Casino Ladder Match em sua estréia na AEW. Além disso, o evento contou com a participação de Mike Tyson, membro do International Boxing Hall of Fame, que apresentou o AEW TNT Championship a Cody.

## Produção

### Conceito
Após o sucesso do evento All In em setembro de 2018 um grupo conhecido como The Elite (Cody, The Young Bucks e Kenny Omega), as forças motrizes por trás do evento, usou a resposta positiva do All In para buscar outros eventos. com apoio de empresários Shahid Khan e Tony Khan. Isso resultou na fundação da All Elite Wrestling (AEW) em janeiro de 2019, e seu pay-per-view inaugural, Double or Nothing, foi realizado no dia 25 de maio no MGM Grand Garden Arena na Las Vegas Strip. Em 5 de fevereiro de 2020, a AEW anunciou que o Double or Nothing retornaria ao mesmo local em 23 de maio daquele ano, estabelecendo o Double or Nothing como um evento anual, bem como seu evento de marca de seleção. De acordo com o Wrestling Observer Newsletter, o Double or Nothing vendeu cerca de 6.000 ingressos no primeiro dia de venda.
Em 22 de maio, um dia antes do Double or Nothing, a TNT exibiu um especial de televisão de uma hora que antecedia o evento chamado Countdown to Double or Nothing, com média de 344.000 espectadores.

#### Impacto da pandemia do COVID-19
Como todas as outras promoções profissionais de wrestling e eventos esportivos em geral, o evento foi impactado pela pandemia de COVID-19. Em 8 de abril, o MGM Grand Garden Arena anunciou que havia cancelado todos os eventos até 31 de maio devido ao vírus. Nevada está em estado de emergência desde 12 de março, proibindo todas as reuniões públicas por tempo indeterminado. Em resposta, a AEW anunciou que o Double or Nothing continuaria como planejado, mas a partir de um local não revelado (posteriormente revelado como sendo do Daily's Place em Jacksonville, Flórida, bem como do estádio TIAA Bank Field para a luta principal). O anúncio também confirmou que um terceiro evento Double or Nothing emanaria da MGM Grand Garden Arena em 29 de maio de 2021. Além de oferecer reembolso, os ingressos comprados para o show de 2020 seriam válidos para o evento do ano seguinte.
O conceito do Stadium Stampede foi criado por causa da pandemia e foi pré-gravado antes da transmissão ao vivo do evento. O lutador da AEW, Chris Jericho, disse que as filmagens levaram quase 12 horas para serem concluídas; as filmagens começaram na noite de 22 de maio e terminaram no início da manhã de 23 de maio. Jericó disse que era semelhante a filmar um filme.

### Rivalidades
O Double or Nothing apresentou nove lutas profissionais de luta livre que envolveram lutadores diferentes de rivalidades e histórias preexistentes com roteiro. Os lutadores retratavam heróis, vilões ou personagens menos distinguíveis em eventos com scripts que criavam tensão e culminavam em uma luta ou série de lutas. As storylines foram produzidas nos programas semanais da AEW Dynamite e Dark e a série do YouTube do The Young Bucks Being The Elite.
Em 30 de março de 2020, a AEW anunciou um novo título, o AEW TNT Championship, com o campeão inaugural a ser determinado por um torneio de eliminação única com oito participantes. O torneio começou no dia 8 de abril do Dynamite, com a final agendada para o Double or Nothing. Nas semifinais do episódio de 29 de abril, Cody e Lance Archer derrotaram Darby Allin e Dustin Rhodes, respectivamente, marcando a luta inaugural do campeonato. Foi anunciado no episódio de 13 de maio que o ex-boxeador profissional Mike Tyson apresentaria o título ao vencedor.
No dia 6 de maio no Dynamite, o campeão mundial da AEW, Jon Moxley, derrotou Frankie Kazarian em uma luta. Momentos depois, membros da Dark Order atacaram Moxley, Kazarian, e a equipe do último, SoCal Uncensored (Christopher Daniels e Scorpio Sky). O líder da Dark Order, o "Exalted One", Mr. Brodie Lee entrou no ringue e desafiou Moxley para uma luta pelo AEW World Championship, que ele aceitou marcando a luta para o Double or Nothing.
Durante o episódio de 6 de maio do Dynamite, uma luta de nove lutadores na escada, intitulada Casino Ladder Match, foi agendada para o Double or Nothing, com o vencedor recebendo uma oportunidade de lutar pelo AEW World Championship. As regras da luta foram reveladas na semana seguinte. Dois lutadores começam a luta e a cada 90 segundos, outro participante entra. O vencedor é quem recupera a ficha do cassino suspenso acima do ringue; a luta pode ser vencida antes da entrada de todos os participantes. Darby Allin, Colt Cabana, Orange Cassidy, Rey Fénix, Scorpio Sky, Kip Sabian, Frankie Kazarian e Luchasaurus foram confirmados para a luta com o participante final a ser anunciado durante a luta no Double or Nothing. Depois que Fénix sofreu uma lesão no episódio de 20 de maio de Dynamite, foi anunciado que Joey Janela tomaria seu lugar.
No episódio de 13 de maio do Dynamite, Hikaru Shida, que estava no topo do ranking na divisão feminina, derrotou Penelope Ford, Kris Statlander e Dr. Britt Baker, DMD, para vencer uma luta fatal four-way, mantendo-a invicta em 2020. Foi então anunciado que Shida desafiaria Nyla Rose pelo AEW Women's World Championship no Double or Nothing. Nos bastidores, durante a entrevista de Shida, Rose atacou Shida com um kendo stick. Foi então anunciado que a luta seria sem desqualificação e sem contagem fora.
Durante a luta fatal four-way feminina acima mencionada, a Dra. Britt Baker, DMD, atacou Kris Statlander fora do ringue e aplicou o Lockjaw nela, o que permitiu a Hikaru Shida fazer o pin sobre Penelope Ford. Apesar da luta terminar, Baker continuou a aplicar a submissão em Statlander. Depois, uma luta entre Baker e Statlander foi agendada para o Double or Nothing. Devido a uma lesão que Baker sofreu no episódio de 20 de maio do Dynamite, foi anunciado que Penelope Ford enfrentaria Statlander.
No episódio de 20 de maio do Dynamite, Shawn Spears, irritado por não ter uma luta para o Double or Nothing, exigiu uma luta contra Dustin Rhodes. Uma luta entre os dois foi marcada para o Double or Nothing.

## Evento
| Função                  | Nome                                   |
| ----------------------- | -------------------------------------- |
| Comentaristas           | Jim Ross (PPV)                         |
| Comentaristas           | Tony Schiavone (PPV)                   |
| Comentaristas           | Excalibur (Pre-show e PPV)             |
| Comentaristas           | Taz (Pre-show)                         |
| Comentaristas espanhóis | Alex Abrahantes                        |
| Comentaristas espanhóis | Willie Urbina                          |
| Anunciadores de ringue  | Dasha Gonzalez                         |
| Anunciadores de ringue  | Justin Roberts (Luta Stadium Stampede) |
| Árbitros                | Aubrey Edwards                         |
| Árbitros                | Bryce Remsburg                         |
| Árbitros                | Paul Turner                            |
| Árbitros                | Rick Knox                              |
| Entrevistadores         | Alex Marvez                            |

### The Buy In
No pré-show Buy In, foi disputada uma luta entre Best Friends (Trent e Chuck Taylor) e Private Party (Marq Quen e Isiah Kassidy), com os vencedores se tornando os candidatos número um ao AEW World Tag Team Championship. Os Best Friends aplicaram um "Strong Zero" em Quen para vencer a luta.

### Lutas preliminares

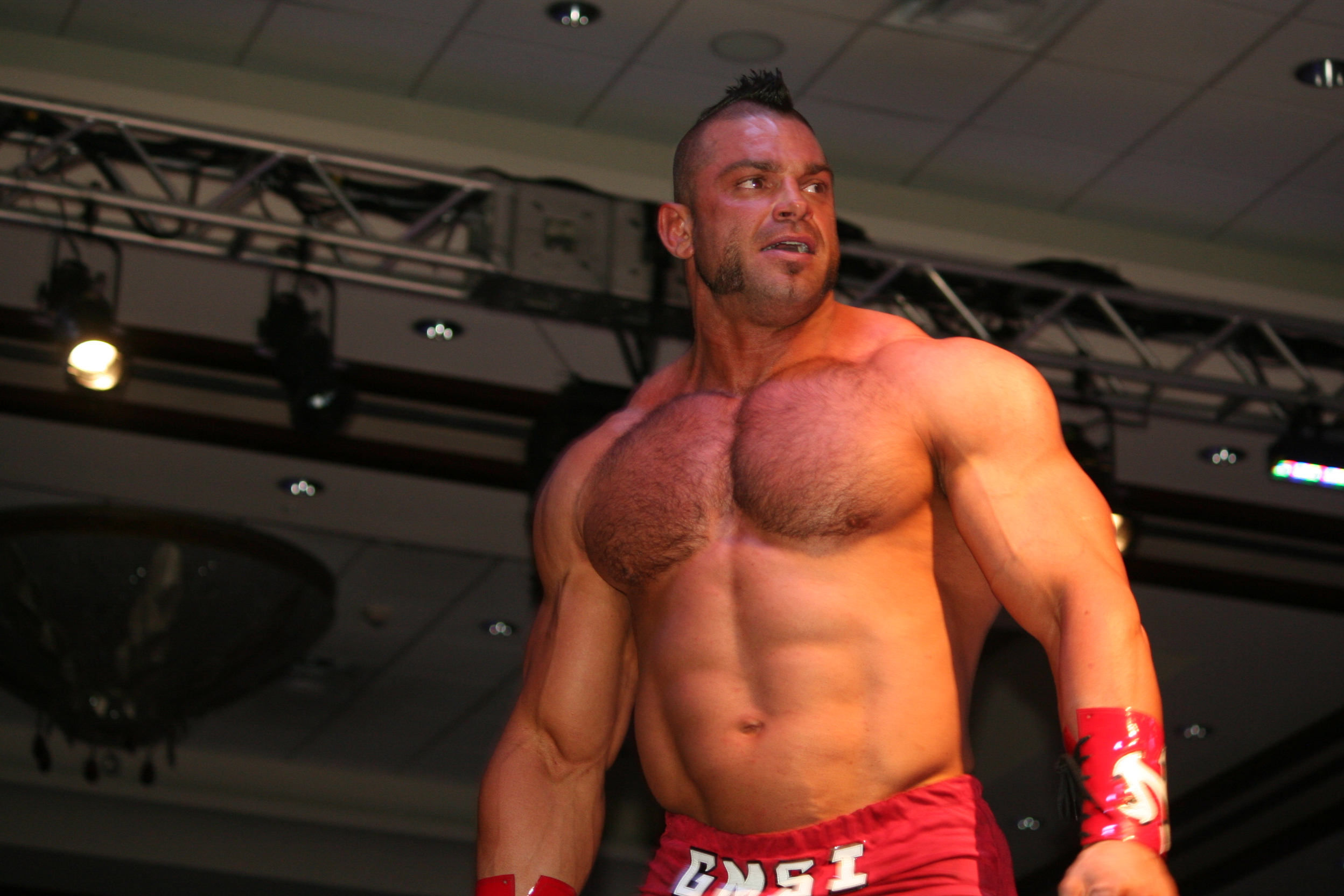
Brian Cage estreou na AEW no Double or Nothing como o participante misterioso da Casino Ladder Match, a qual ele ganhou.

O evento começou com uma luta de nove participantes na Casino Ladder Match entre Colt Cabana, Darby Allin, Joey Janela, Frankie Kazarian, Kip Sabian, Orange Cassidy, Luchasaurus, Scorpio Sky e um lutador misterioso. As regras da luta eram que dois lutadores começariam a luta e a cada dois minutos, um novo participante entraria no ringue. O objetivo era recuperar uma gigantesca ficha de pôquer pendurada acima do ringue, subindo uma escada para vencer a luta; a luta poderia ser vencida antes da entrada de todos os participantes. Scorpio Sky e Frankie Kazarian começaram a luta. Kip Sabian (acompanhado por Penelope Ford e Jimmy Havoc) entrou em seguida. Darby Allin foi o quarto participante. Orange Cassidy foi o próximo participante. O sexto participante foi Colt Cabana. Em seguida, Joey Janela entrou. O oitavo participante foi Luchasaurus. O participante final foi revelado como Brian Cage (acompanhado por Taz), fazendo sua estréia na AEW. Cage incapacitou todo mundo no ringue e depois recuperou a ficha de pôquer, vencendo a luta e ganhando uma futura luta pelo AEW World Championship.
A segunda luta foi uma luta individual entre MJF e Jungle Boy. MJF saiu vitorioso depois de prender Jungle Boy com um roll-up enquanto segurava suas calças, dando-lhe alavancagem extra.
Em seguida, Cody (acompanhado por Arn Anderson) e Lance Archer (acompanhado por Jake Roberts) competiram na final do torneio para coroar o campeão do inaugural AEW TNT Championship. O vencedor teria o cinturão entregue pelo ex-boxeador Mike Tyson. Após interferência, Anderson e Roberts foram expulsos pelo árbitro. No final, Cody realizou dois cutters em Archer para vencer a luta e o título. Depois, Tyson entregou-lhe o título e comemorou sua vitória.
Depois disso, Kris Statlander enfrentou Penelope Ford. Statlander realizou "Big Bang Theory" piledriver em Ford para vencer.
Depois, Dustin Rhodes (acompanhado por Brandi Rhodes) competiu contra Shawn Spears. Rhodes realizou um suplex "Final Reckoning" em Spears para vencer.
Na luta seguinte, Nyla Rose defendeu o AEW Women's World Championship contra Hikaru Shida em uma luta sem desqualificação e sem contagem. Shida acertou Rose com um kendo stick e depois executou um running knee para vencer a luta e o título.
Na penúltima çuta, Jon Moxley defendeu o AEW World Championship contra o Mr. Brodie Lee. No final da luta, Moxley realizou uma "Paradigm Shift" na rampa de entrada. Depois que se recuperaram, Moxley forçou Lee a desistir com um estrangulamento, dando a vitória para Moxley por finalização técnica para reter o título.

### Evento principal
O evento principal foi uma luta Stadium Stampede entre The Elite (Adam Page, Kenny Omega e The Young Bucks) e "Broken" Matt Hardy e The Inner Circle (Chris Jericho, Jake Hager, Sammy Guevara, Santana e Ortiz). A luta foi realizada no TIAA Bank Field. Após lutar em todo o estádio, Omega executou um "One Winged Angel" em Guevara a partir dos assentos do estádio em uma plataforma abaixo para vencer a luta por sua equipe.

## Depois do evento
Durante a reunião de imprensa pós-evento, o presidente da AEW, Tony Khan, anunciou que Brian Cage, o vencedor do Casino Ladder Match, receberia sua luta pelo AEW World Championship contra Jon Moxley no Fyter Fest, um episódio especial do Dynamite.
No episódio seguinte do Dynamite, o novo campeão da TNT, Cody, declarou que estaria realizando um desafio semanal aberto pelo título. Uma batalha real foi realizada naquela noite para determinar o primeiro desafiante de Cody para a semana seguinte, que foi vencida por Jungle Boy. Cody derrotou o Jungle Boy para manter o título no episódio da semana seguinte do Dynamite.

## Recepção
O Double or Nothing recebeu críticas geralmente positivas. Jason Powell, do Pro Wrestling Dot Net, considerou o evento um "divertido local vazio", com elogios especiais a luta do Stadium Stampede. Brent Brookhouse, do CBSSports.com ' afirmou que a AEW "apresentou um programa divertido de cima para baixo", com o evento principal sendo "um das lutas mais loucas do ano". Ele atribuiu ao estádio Stampede uma classificação "A-", enquanto que as lutas do Campeonato Mundial da AEW e do Campeonato Feminino da AEW receberam uma classificação "B" e a luta inaugural do Campeonato da TNT recebeu uma classificação "C".
For Slam! Sports, uma subseção do Canadian Online Explorer, Nick Tylwalk escreveu que o evento principal do Stadium Stampede levou o "entretenimento a um novo nível" e classificou o evento com uma pontuação geral de 8 em 10, com a luta principal recebendo 10 em 10. A luta de Moxley-Lee recebeu 9 em 10, a luta de Rose-Shida foi designada como 8 de 10 e a luta de Cody-Archer recebeu 6 de 10.
Justin Barrasso, da Sports Illustrated, também gostou do evento e descreveu a luta do Stadium Stampede como "singularmente distinta" e "diferente de tudo antes em exibição no wrestling". Barrasso também comentou que foi "terrivelmente rápido" Lance Archer perder para Cody por ser "novo na empresa". Apesar disso, "mesmo na derrota, Archer parecia tremendo, apresentando-se como um monstro". Outras considerações de Barrasso no evento foram que Hikura Shida "mostrou mais dimensões de sua capacidade de luta livre" durante "seu desempenho de breakout" contra Nyla Rose e MJF-Jungle Boy foi "bem definido", com elogios aos desempenhos de ambos os competidores.
Ao contrário desse elogio, o ex-gerente e comentarista de luta livre Jim Cornette criticou fortemente o evento em seu podcast, Jim Cornette, Drive-Thru, concentrando grande parte de sua ira no luta do Stadium Stampede. Em sua crítica contundente da partida, ele afirmou que nunca mais assistiria ao produto da AEW e que "tinha vergonha de todos os envolvidos". Ele continuou: "Se é isso que é luta livre agora, ele precisa morrer. Deixe-o em paz e deixe-o ir. Se você não pode trazê-lo de volta, e você só vai mijar na porra do cadáver podre, deixe-o ir. Encontrar outra coisa para fazer com a porra do seu vive como eu tenho, porque eu estou envergonhado por estar envolvido com essas pessoas e esta indústria, por causa da merda como essa." Em resposta, Chris Jericho, que lutou no combate, afirmou que quem não gostou do combate não "tem alma", pois era "a essência do que é lutar - é entretenimento".

## Resultados
| Nº                                          | Resultados | Estipulações                                                                  | Tempo |
| ------------------------------------------- | --- | ----------------------------------------------------------------------------- | ----- |
| Pré- show                                   | Best Friends (Chuck Taylor e Trent) derrotaram Private Party (Isiah Kassidy e Marq Quen)                                                                                        | Luta de duplas para definir os desafiantes ao AEW World Tag Team Championship | 15:10 |
| 1                                           | Brian Cage (com Taz) derrotou Darby Allin, Colt Cabana, Orange Cassidy, Joey Janela, Scorpio Sky, Kip Sabian (com Jimmy Havoc e Penelope Ford), Frankie Kazarian, e Luchasaurus | Casino Ladder Match por uma futura luta pelo AEW World Championship           | 28:30 |
| 2                                           | MJF (com Wardlow) derrotou Jungle Boy | Luta individual                                                               | 17:20 |
| 3                                           | Cody (com Arn Anderson) derrotou Lance Archer (com Jake Roberts) | Final do torneio para definir o campeão inaugural do AEW TNT Championship     | 22:00 |
| 4                                           | Kris Statlander derrotou Penelope Ford (com Kip Sabian) | Luta individual                                                               | 5:30  |
| 5                                           | Dustin Rhodes (com Brandi Rhodes) derrotou Shawn Spears | Luta individual                                                               | 3:20  |
| 6                                           | Hikaru Shida derrotou Nyla Rose (c) | Luta sem desclassificação e sem contagem pelo AEW Women's World Championship  | 16:40 |
| 7                                           | Jon Moxley (c) derrotou Mr. Brodie Lee por submissão | Luta individual pelo AEW World Championship                                   | 15:30 |
| 8                                           | Matt Hardy e The Elite (Adam Page, Kenny Omega, Matt Jackson e Nick Jackson) derrotaram The Inner Circle (Chris Jericho, Jake Hager, Sammy Guevara, Santana e Ortiz)            | Luta Stadium Stampede                                                         | 34:00 |
| (c) – Refere-se aos campeões antes da luta. | |                                                                               |       |

### Torneio pelo AEW TNT Championship

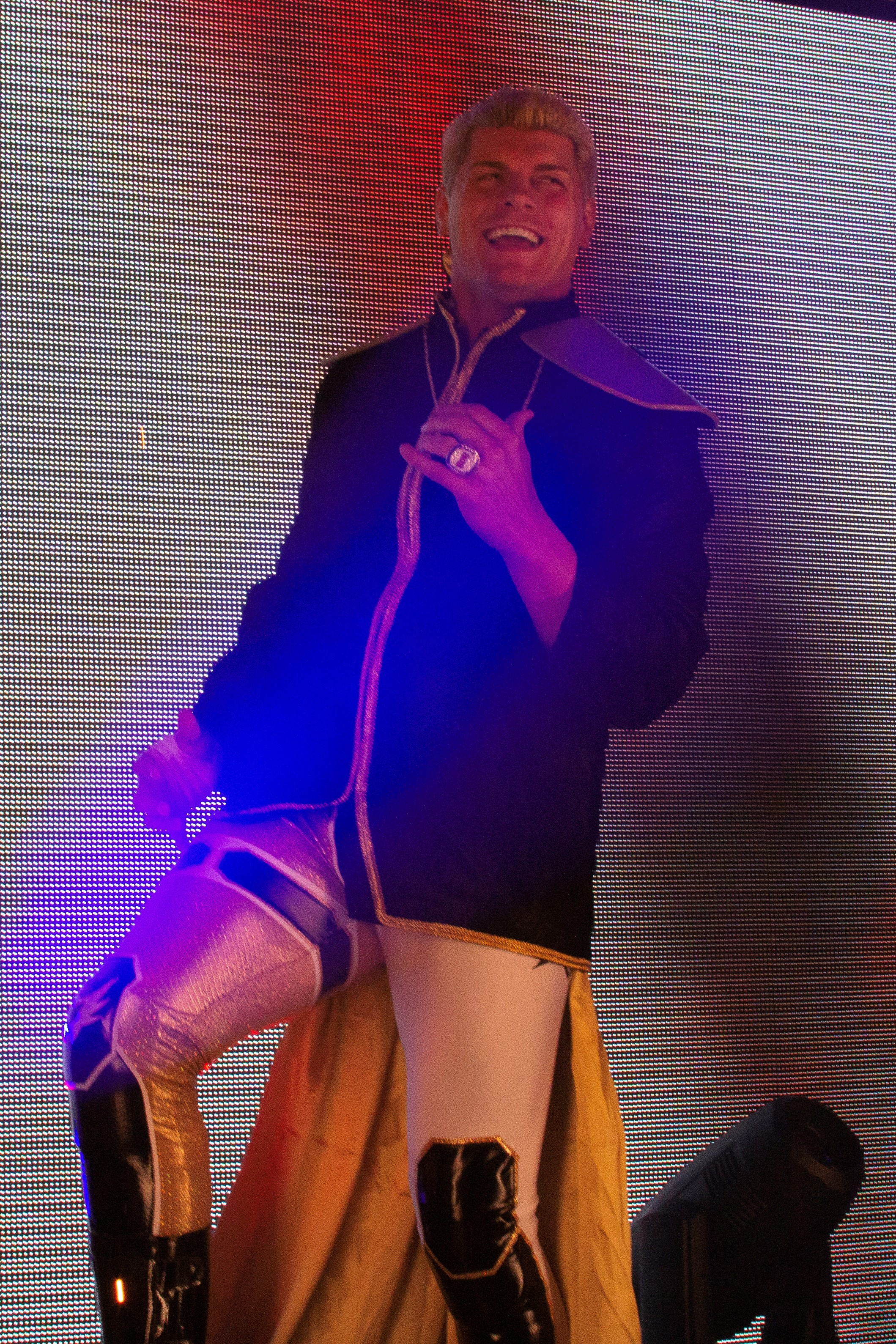
Cody, vencedor do torneio e campeão inaugural do AEW TNT Championship.

A primeira metade do torneio foi anunciada no episódio de 31 de março do AEW Dark, com a segunda metade revelada no Dynamite da noite seguinte. O torneio começou no dia 8 de abril no Dynamite e terminou no Double or Nothing em 23 de maio.
|  | Quartas de final Dynamite (8, 15 e 22 de abril de 2020) | Quartas de final Dynamite (8, 15 e 22 de abril de 2020) | Quartas de final Dynamite (8, 15 e 22 de abril de 2020) |              |               | Semifinais Dynamite (29 de abril de 2020) | Semifinais Dynamite (29 de abril de 2020) | Semifinais Dynamite (29 de abril de 2020) |  |  | Final Double or Nothing (23 de maio de 2020) | Final Double or Nothing (23 de maio de 2020) | Final Double or Nothing (23 de maio de 2020) |  |
|  |                                                         |                                                         |                                                         |              |               |                                           |                                           |                                           |  |  |                                              |                                              |                                              |  |
|  | 1                                                       | Cody                                                    | Pin                                                     |              |               |                                           |                                           |                                           |  |  |                                              |                                              |                                              |  |
|  | 1                                                       | Cody                                                    | Pin                                                     |              |               |                                           |                                           |                                           |  |  |                                              |                                              |                                              |  |
|  | 8                                                       | Shawn Spears                                            | 21:38                                                   |              |               |                                           |                                           |                                           |  |  |                                              |                                              |                                              |  |
|  | 8                                                       | Shawn Spears                                            | 21:38                                                   |              | Cody          | Cody                                      | Pin                                       |                                           |  |  |                                              |                                              |                                              |  |
|  |                                                         |                                                         |                                                         |              | Cody          | Cody                                      | Pin                                       |                                           |  |  |                                              |                                              |                                              |  |
|  |                                                         |                                                         | Darby Allin                                             | Darby Allin  | 20:10         |                                           |                                           |                                           |  |  |                                              |                                              |                                              |  |
|  | 4                                                       | Sammy Guevara                                           | Darby Allin                                             | Darby Allin  | 20:10         | 10:50                                     |                                           |                                           |  |  |                                              |                                              |                                              |  |
|  | 4                                                       | Sammy Guevara                                           |                                                         |              |               |                                           |                                           |                                           |  |  |                                              |                                              |                                              |  |
|  | 5                                                       | Darby Allin                                             | Pin                                                     |              |               |                                           |                                           |                                           |  |  |                                              |                                              |                                              |  |
|  | 5                                                       | Darby Allin                                             | Pin                                                     |              | Cody          | Cody                                      | Pin                                       |                                           |  |  |                                              |                                              |                                              |  |
|  |                                                         |                                                         |                                                         |              |               |                                           |                                           |                                           |  |  |                                              |                                              |                                              |  |
|  |                                                         |                                                         | Lance Archer                                            | Lance Archer | 22:00         |                                           |                                           |                                           |  |  |                                              |                                              |                                              |  |
|  | 2                                                       | Dustin Rhodes                                           | Lance Archer                                            | Lance Archer | 22:00         | Pin                                       |                                           |                                           |  |  |                                              |                                              |                                              |  |
|  | 2                                                       | Dustin Rhodes                                           |                                                         |              |               |                                           |                                           |                                           |  |  |                                              |                                              |                                              |  |
|  | 7                                                       | Kip Sabian                                              | 14:10                                                   |              |               |                                           |                                           |                                           |  |  |                                              |                                              |                                              |  |
|  | 7                                                       | Kip Sabian                                              | 14:10                                                   |              | Dustin Rhodes | Dustin Rhodes                             | 22:45                                     |                                           |  |  |                                              |                                              |                                              |  |
|  |                                                         |                                                         |                                                         |              | Dustin Rhodes | Dustin Rhodes                             | 22:45                                     |                                           |  |  |                                              |                                              |                                              |  |
|  |                                                         |                                                         | Lance Archer                                            | Lance Archer | Pin           |                                           |                                           |                                           |  |  |                                              |                                              |                                              |  |
|  | 3                                                       | Colt Cabana                                             | Lance Archer                                            | Lance Archer | Pin           | 12:42                                     |                                           |                                           |  |  |                                              |                                              |                                              |  |
|  | 3                                                       | Colt Cabana                                             |                                                         |              |               |                                           |                                           |                                           |  |  |                                              |                                              |                                              |  |
|  | 6                                                       | Lance Archer                                            | Pin                                                     |              |               |                                           |                                           |                                           |  |  |                                              |                                              |                                              |  |